# Jacinto María Cervera y Cervera
Jacinto María Cervera y Cervera (Pedralba, 12 de octubre de 1827 - Mallorca, 14 de noviembre de 1897) fue un eclesiástico español, obispo de Tenerife de 1882-1885 y obispo de Mallorca entre los años 1886-1897.

## Biografía
Nacido en Pedralba en la Comunidad Valenciana el 12 de octubre de 1827, fue ordenado sacerdote en 1850. 

### Episcopado
Fue nombrado obispo auxiliar de Zaragoza el 16 de diciembre de 1880, asignándosele la sede titular de Hypsus. Fue consagrado obispo el 6 de febrero de 1881. Al año siguiente, el 27 de marzo de 1882, fue designado como obispo de San Cristóbal de La Laguna (o de Tenerife). Entró en la diócesis el 16 de julio de 1882 y ofició de Pontifical en la Catedral de San Cristóbal de La Laguna. Fue el tercer obispo de Tenerife. Ordenó a cinco Sacerdotes diocesanos y años más tarde presentó la renuncia que le fue aceptada el 21 de julio de 1885 y se retiró a las Islas Baleares.
Finalmente, al año de retirarse, fue designado el 10 de junio de 1886 como obispo de Mallorca e Ibiza, cargo que ocupó hasta su fallecimiento el 14 de noviembre de 1897, a la edad de 70 años.